# Svalbarðseyri
Svalbarðseyri est une localité islandaise de la municipalité de Svalbarðsstrandarhreppur située à l'est de l'île, dans la région de Norðurland eystra. En 2011, le village comptait 245 habitants.